# AEW Collision
AEW Collision, znany również jako Saturday Night Collision lub po prostu Collision – amerykański profesjonalny program telewizyjny o tematyce wrestlingowej produkowany przez amerykańską promocję All Elite Wrestling (AEW). Jest emitowany na żywo w każdą sobotę o 20:00 czasu wschodniego (ET), z pewnymi wyjątkami, i jest nadawany zarówno na TNT i serwisie streamingowym Max. Program miał swoją premierę 17 czerwca 2023 roku i jest uważany za drugi program AEW po Wednesday Night Dynamite.
Program jest trzecim ogólnym programem AEW emitowanym na TNT po Dynamite, który był emitowany na TNT od października 2019 roku do grudnia 2021 roku, Zanim przeniósł się do TBS w styczniu 2022 roku, Oraz Friday Night Rampage, który był emitowany na TNT od sierpnia 2021 roku do jego anulowania w grudniu 2024 roku. To z kolei czyni go czwartym ogólnym programem wrestlingowym emitowanym na TNT, po Dynamite, Rampage i byłym Monday Nitro od World Championship Wrestling (WCW) (1995-2001), a także pierwszym sobotnim programem w sieci Teda Turnera od ostatniego odcinka WCW Saturday Night 24 czerwca 2000 roku. Od 4 stycznia 2025 roku program jest nadawany zarówno na TBS i serwisie streamingowym Max, nadawanej na żywo w Max niezależnie od lokalizacji, z której program jest produkowany.

## Historia
W dniu 15 lutego 2023 roku amerykańska profesjonalna promocja wrestlingu All Elite Wrestling (AEW) złożyła wniosek o znak towarowy o nazwie "Collision", sugerując możliwy nowy serial telewizyjny na ringu, oprócz innych programów, AEW Dynamite na TBS i AEW Rampage na TNT. Kolejny znak towarowy dla nazwy został zgłoszony 28 kwietnia, co doprowadziło do przekonania, że będzie to nazwa nadchodzącego sobotniego programu telewizyjnego.
W dniu 17 maja 2023 roku AEW i partner nadawczy Warner Bros. Discovery (WBD) ogłosili trzeci cotygodniowy program telewizyjny zatytułowany AEW Collision, który będzie emitowany na żywo w TNT jako dwugodzinny program w soboty od 17 czerwca 2023 roku o godz. 20:00 czasu wschodniego (ET). Był to drugi cotygodniowy profesjonalny program wrestlingowy AEW, który był jednocześnie emitowany na TNT po Rampage (który został odwołany w grudniu 2024 roku) i czwarty ogólny program wrestlingowy emitowany na TNT po Rampage, Dynamite (który był emitowany na TNT od października 2019 roku do grudnia 2021 roku), i dawny World Championship Wrestling (WCW) Monday Nitro (który był emitowany na TNT od września 1995 do marca 2001) i pierwszy program wrestlingowy w sobotnim przedziale czasowym emitowany w sieci założonej przez Teda Turnera od zakończenia WCW Saturday Night 19 sierpnia 2000. Ujawniono również, że siostrzana promocja AEW, Ring of Honor (ROH), przeniesie swoje taśmy do ROH Honor Club TV, aby zbiegły się z Collision, a program ROH zostanie nagrany po transmisji na żywo z Collision.
W ramach przygotowań do debiutu Collision, programy AEW na YouTube, AEW Dark i AEW Dark: Elevation, zostały anulowane. Wynikało to ze zmienionej umowy z WBD, w której wszystkie programy AEW będą emitowane wyłącznie na ich kanałach. Poinformowano również, że Rampage zacznie prezentować młodszych wrestlerów AEW i niepodpisanych niezależnych wrestlerów, zasadniczo stając się tym, czym Dark i Elevation były dla firmy.
Przed oficjalnym ogłoszeniem Collision pojawiły się spekulacje, że inauguracyjny odcinek odbędzie się w United Center w Chicago w stanie Illinois. Spekulowano również, że będzie to powrót CM Punka, ponieważ United Center to miejsce, w którym Punk zadebiutował w AEW w drugim odcinku Rampage w sierpniu 2021 roku. Od września 2022 roku Punk był nieaktywny zarówno z powodu kontuzji, jak i zawieszenia w wyniku autentycznej kłótni za kulisami, która miała miejsce podczas All Out po wydarzeniu. Po ogłoszeniu Collision poinformowano jednak, że nadal istnieją kwestie dotyczące powrotu Punka do AEW, a WBD zaprzeczyło jego zaangażowaniu w program, ale 24 maja 2023 roku poinformowano, że kwestie te zostały rozwiązane. Prezes AEW Tony Khan potwierdził następnie, że pierwszy odcinek odbędzie się w United Center, i będzie zawierał powrót Punka do AEW. Chociaż Punk został przywrócony, aby być centralnym punktem programu, został zwolniony we wrześniu po kolejnej autentycznej kłótni za kulisami, która miała miejsce w All In.
W rozmowie z mediami w dniu 25 maja w ramach promocji AEW Double or Nothing pay-per-view (PPV) w ten weekend, Khan wyjaśnił, że Collision nie było częścią nowej lub przedłużonej umowy z WBD, a zamiast tego zostało dodane do ich obecnego kontraktu, a AEW otrzymało podwyżkę pieniężną od WBD za pokaz. Khan potwierdził również, że WBD skontaktowało się z AEW z możliwością kolejnego programu i że to był pomysł dyrektora generalnego WBD Davida Zaslava, aby w TNT było więcej treści AEW. Spekulowano również, że po dodaniu Collision, AEW dokona jakiejś formy podziału składu, podobnej do podziału na brandy WWE, w której połowa składu występowałaby wyłącznie w Dynamite, podczas gdy druga połowa pojawiałaby się wyłącznie w Collision. Występując w podcaście Barstool Rasslin' 13 czerwca, Khan powiedział, że nie będzie twardego podziału, w którym wrestlerzy pojawią się wyłącznie w jednym programie. Zamiast tego powiedział, że niektórzy wrestlerzy będą występować wyłącznie w niektórych programach przez określony czas, ale mogą istnieć możliwości krzyżowania się fabuł między Dynamite i Collision. Potwierdził również, że wszyscy mistrzowie AEW będą nadal pojawiać się we wszystkich programach AEW.
16 czerwca, dzień przed debiutem Collision, Khan potwierdził, że zespół komentatorski programu będzie składał się z Kevina Kelly’ego i Nigela McGuinnessa, a Jim Ross od czasu do czasu zasiada w głównych wydarzeniach. 14 października Tony Schiavone został potwierdzony, aby dołączyć do zespołu komentatorskiego. Pozostało to do 8 marca 2024 roku, Kiedy to kontrakt Kelly’ego z AEW został rozwiązany.
Począwszy od odcinka z 5 sierpnia 2023 roku, Collision był emitowany przeciwko comiesięcznym PPV WWE i wydarzeniom transmitowanym na żywo, które zwykle odbywają się w soboty o 20:00 ET, począwszy od SummerSlam. Dodatkowo, ze względu na pay-per-view AEW Full Gear, które odbyło się w sobotę 18 listopada 2023 roku, weekendowy odcinek Collision odbył się poprzedniej nocy w piątek 17 listopada o 20:00 ET, co postawiło go twarzą w twarz z piątkowym programem WWE, SmackDown. AEW próbował później uniknąć kontrprogramowania przeciwko sobotnim PPV WWE, emitując Collision o wcześniejszej porze w tych dniach.
Czasami AEW nie nagrywało odcinków Collision z powodu konfliktów w harmonogramie. Na przykład, w wyniku wydarzenia PPV AEW, Worlds End, odbywającego się podczas sobotniego wieczoru Collision w dniu 30 grudnia 2023 roku, Collision nie odbyło się w tym tygodniu. Odcinek Collision nie odbył się również 23 marca 2024 roku, Ze względu na transmisję NCAA March Madness odbywającą się tej nocy.
Collision wyemitowano na żywo w piątek, 6 września wraz z Rampage, dzień przed All Out i ponownie konkurowało ze SmackDown, które odbyło finał serii na Fox. Wraz z powrotem Saturday Night’s Main Event 14 grudnia na antenie NBC i Peacock, Collision idzie łeb w łeb z odrodzonym programem WWE, gdy jest emitowany.
W dniu 2 października 2024 r. AEW ogłosiło nową umowę dotyczącą praw medialnych z WBD, na mocy której programy telewizyjne AEW Dynamite i Collision będą symulowane w serwisie streamingowym WBD Max i ich odpowiednich kanałach telewizyjnych od stycznia 2025 roku. Pierwsza transmisja Collision na TNT i Max odbyła się 4 stycznia 2025 roku.